# Туманность Яйцо
Туманность Яйцо (RAFGL 2688, CRL 2688, англ. The Egg Nebula) — биполярная протопланетарная туманность, находящаяся на расстоянии около 3000 световых лет от Солнца. Впервые свойства туманности были описаны в 1975 году на основе данных обзора на длине волны 11 мкм, проводимого AFGL (англ. Air Force Geophysical Laboratory) с 1971 по 1974 год. До этого Фриц Цвикки внёс данный объект в каталог как пару галактик.

## Наблюдаемая структура
Наиболее примечательной особенностью туманности являются ряды ярких арок и окружностей вокруг центральной звезды. Свет звезды скрыт от наблюдателя плотным слоем газа и пыли. Однако сквозь более тонкие участки пылевой оболочки свет проникает, освещая внешние слои газа и создавая наблюдаемые нами арки.
Пылевая оболочка вокруг центральной звезды, вероятно, имеет форму диска. Полярные течения, видимые на изображении, показывают, что объект обладает угловым моментом, создаваемым, по всей видимости, аккреционным диском. Геометрия диска должна объяснять переменную толщину оболочки, позволяющую свету проходить вдоль оси диска и подсвечивать внешние слои газа, но закрывающую свет от нас вдоль края диска. Хотя вокруг нескольких звёзд, покинувших асимптотическую ветвь гигантов, наблюдались пылевые диски  (S. De Ruyter et al., 2006), наличие диска в данной туманности не подтверждено.
Изображение туманности Яйцо было получено камерой WFPC2 (Широкоугольная и планетарная камера 2) телескопа «Хаббл».
Туманность излучает поляризованный свет, который можно наблюдать в телескоп средних размеров.